# إليك وايلدر
إليك وايلدر (بالإنجليزية: Alec Wilder)‏ هو كاتب وملحن أمريكي، ولد في 16 فبراير 1907 في روتشستر في الولايات المتحدة، وتوفي في 24 ديسمبر 1980 في غينزفيل في الولايات المتحدة بسبب سرطان الرئة.

## وصلات خارجية
- إليك وايلدر على موقع IMDb (الإنجليزية)
- إليك وايلدر على موقع الموسوعة البريطانية (الإنجليزية)
- إليك وايلدر على موقع ميوزك برينز (الإنجليزية)
- إليك وايلدر على موقع قاعدة بيانات برودواي على الإنترنت (الإنجليزية)
- إليك وايلدر على موقع أول ميوزيك (الإنجليزية)
- إليك وايلدر على موقع ديسكوغز (الإنجليزية)
- إليك وايلدر على موقع قاعدة بيانات الفيلم (الإنجليزية)